# Јелица Сретеновић
Јелица Сретеновић (Београд, 3. март 1954) српска је глумица.

## Биографија
Као девојчица била је члан дечјег драмског студија Бате Миладиновића и глумила је у неколико ТВ драма. У аналима Факултета драмских уметности остаће забележено да је Јелица једна од најмлађих студената те институције, будући да је факултет уписала са свега 16 година. Била је примљена у класи професора Предрага Бајчетића, заједно са Горицом Поповић, Тањом Бошковић, Миланом Штрљићем, Љиљаном Драгутиновић, Радмилом Живковић и другима.
Прву улогу у позоришту одиграла је у представи „Лоренцаћо“, коју је режирао Бранко Плеша.
Упркос многобројним улогама које је одиграла, публика је највише памти по лику Ковиљке Коке Станковић из серије „Бољи живот“.
Током каријере снимила је неколико реклама и дует „Руска чоколада“ са групом „Последња игра лептира“.
Била је удата за правника Милоша Мишу Сретеновића, који је преминуо, и има две ћерке, Ану и Ољу.

## Улоге
| Год.         | Назив                                                   | Улога                     |
| ------------ | ------------------------------------------------------- | ------------------------- |
| 1970.-те     |                                                         |                           |
| 1975.        | Живе везе                                               |                           |
| 1976.        | Морава 76 (серија)                                      |                           |
| 1977.        | Гледајући телевизију (ТВ серија)                        |                           |
| 1977.        | Запамтите (серија)                                      |                           |
| 1978.        | Тигар                                                   | Студент педагогије        |
| 1978.        | Ласно је научити, него је мука одучити (ТВ серија)      |                           |
| 1979.        | Седам плус седам                                        | Јелица                    |
| 1979.        | Национална класа                                        | Јасна                     |
| 1980.-те     |                                                         |                           |
| 1980.        | Било, па прошло (серија)                                |                           |
| 1980.        | Врућ ветар (серија)                                     | Аницина пријатељица       |
| 1980.        | Рад на одређено време                                   |                           |
| 1981.        | Последњи чин (серија)                                   |                           |
| 1981.        | Лаф у срцу                                              | Анита Славковић           |
| 1981.        | Пикник у тополи                                         | Касирка                   |
| 1981.        | Шеста брзина                                            | Живана Трпковић           |
| 1981.        | Почнимо живот из почетка                                | Другарица Банетове жене   |
| 1982.        | Идемо даље                                              | Стана                     |
| 1982.        | Тесна кожа                                              | Подстанарка Сузана        |
| 1982.        | Шпанац (серија)                                         | Љубица Милатовић          |
| 1982.        | Приче из радионице (серија)                             | Живана Трпковић           |
| 1983.        | Задах тела                                              | Медицинска сестра Гордана |
| 1983.        | Учитељ (ТВ серија)                                      | Стана                     |
| 1983.        | Последње совуљаге и први петли                          | Цаца, жена Јованова       |
| 1983.        | Нешто између                                            |                           |
| 1984.        | Нешто између (ТВ серија)                                | Јелица                    |
| 1984.        | Камионџије опет возе                                    | Јаретова ћерка            |
| 1984.        | Мољац                                                   | Гоцина мајка              |
| 1984.        | Варљиво лето '68                                        | Секретарица               |
| 1984.        | Варљиво лето ’68 (ТВ серија)                            | Секретарица               |
| 1984.        | Камионџије опет возе (серија)                           | Јаретова ћерка            |
| 1984.        | Бањица (ТВ серија)                                      |                           |
| 1984.        | Нема проблема                                           | Пантићева супруга         |
| 1985.        | Држање за ваздух                                        | Домаћица                  |
| 1986.        | Покондирена тиква (ТВ)                                  | Сара                      |
| 1986.        | Смешне и друге приче (серија)                           | Члан комисије 2           |
| 1986.        | Ловац против топа                                       | Иванова жена              |
| 1986.        | Одлазак ратника, повратак маршала (серија)              | Ковиљка Поповић           |
| 1987.        | Тесна кожа 2                                            | Подстанарка Сузана        |
| 1988.        | За сада без доброг наслова                              |                           |
| 1988.        | Новогодишња прича (ТВ)                                  |                           |
| 1987–1991.   | Бољи живот (серија)                                     | Ковиљка “Кока” Станковић  |
| 1988.        | Тесна кожа 3                                            | Подстанарка Сузана        |
| 1989.        | Обична прича (ТВ)                                       |                           |
| 1989.        | Госпођа министарка (ТВ)                                 | Г-ђа Ната                 |
| 1989.        | Мистер Долар (ТВ)                                       | Госпођа која је летела    |
| 1989.        | Бољи живот                                              | Кока Станковић            |
| 1989.        | Сеобе                                                   |                           |
| 1990.-те     |                                                         |                           |
| 1991.        | Смрт госпође Министарке (ТВ)                            | Катица                    |
| 1991.        | Тесна кожа 4                                            | Подстанарка Сузана        |
| 1992.        | Полицајац са Петловог брда (филм)                       | Миња                      |
| 1992–1993.   | Волим и ја неранџе... но трпим (серија)                 | Митра                     |
| 1993.        | Полицајац са Петловог брда (ТВ серија из 1993)          | Миња                      |
| 1994.        | Биће боље                                               | Инспекторка               |
| 1993–1994.   | Срећни људи (серија)                                    | Љубичица Митровић         |
| 1994.        | Полицајац са Петловог брда (ТВ серија из 1994) (серија) | Миња                      |
| 1995.        | Симпатија и антипатија (ТВ)                             | Марта                     |
| 1995.        | Крај династије Обреновић (серија)                       | Христина Луњевица         |
| 1999.        | Код мале сирене (серија)                                |                           |
| 2000.-те     |                                                         |                           |
| 2002.        | Зона Замфирова                                          | Калиопа                   |
| 2003.        | Сироти мали хрчки 2010                                  | Жена другог службеника    |
| 2005.        | Друго стање (серија)                                    |                           |
| 2005.        | Идеалне везе (серија)                                   | Дара                      |
| 2005–2006.   | Љубав, навика, паника (серија)                          | Јулијана                  |
| 2006–2007.   | Агенција за СИС (серија)                                | Милица                    |
| 2007.        | Кафаница близу СИС-а (серија)                           | Милица                    |
| 2007–2008.   | Љубав и мржња (серија)                                  | Смиљка                    |
| 2009.        | Рањени орао (серија)                                    | Фемка                     |
| 2009.        | Кад на врби роди грожђе (серија)                        | Добрила                   |
| 2010.-те     |                                                         |                           |
| 2010.        | Куку Васа (серија)                                      |                           |
| 2010.        | Грех њене мајке (серија)                                |                           |
| 2008–2011.   | Мој рођак са села (серија)                              | Десанка                   |
| 2011–2012.   | Непобедиво срце (серија)                                | тетка                     |
| 2012–2017.   | Војна академија (серија)                                | Буразер                   |
| 2014.        | Тесна кожа 5                                            | подстанарка               |
| 2015.        | Отворени кавез                                          | Смиља                     |
| 2015.        | Луд, збуњен, нормалан                                   | Жељка                     |
| 2018 - 2019. | Истине и лажи                                           | Владанка                  |
| 2018 - 2019. | Ургентни центар                                         | Др Анђела Недовић         |
| 2019.        | Нек иде живот                                           | Радмила                   |
| 2020.-те     |                                                         |                           |
| 2020.        | Тате (ТВ серија)                                        | Вега                      |
| 2021 - 2022. | Камионџије д. о. о.                                     | Тетка Милица              |
| 2021.        | Александар од Југославије (серија)                      | Димитрова мајка           |
| 2021.        | Коло среће (ТВ серија)                                  | Дара Јаковљевић           |
| 2022.        | Радио Милева                                            | Споменка                  |
| 2024.        | Закопане тајне                                          | Изворинка Мијатовић       |